# Малый Ухтыш
Малый Ухтыш — река в России, протекает в городском округе Семёновский Нижегородской области. Устье реки находится в 12 км по правому берегу реки Ухтыш. Длина реки составляет 15 км, площадь водосборного бассейна 38 км².
Исток реки в болоте Митрошкино у нежилого кордона Конь. Река течёт на запад и северо-запад по заболоченному лесу. Приток — Желнушка (левый). Впадает в Ухтыш севернее деревни Феофаново.

## Данные водного реестра
По данным государственного водного реестра России относится к Верхневолжскому бассейновому округу, водохозяйственный участок реки — Волга от устья реки Ока до Чебоксарского гидроузла (Чебоксарское водохранилище), без рек Сура и Ветлуга, речной подбассейн реки — Волга от впадения Оки до Куйбышевского водохранилища (без бассейна Суры). Речной бассейн реки — (Верхняя) Волга до Куйбышевского водохранилища (без бассейна Оки).
По данным геоинформационной системы водохозяйственного районирования территории РФ, подготовленной Федеральным агентством водных ресурсов:
- Код водного объекта в государственном водном реестре — 08010400312110000034820
- Код по гидрологической изученности (ГИ) — 110003482
- Код бассейна — 08.01.04.003
- Номер тома по ГИ — 10
- Выпуск по ГИ — 0